# Amplexicamera
Amplexicamera is een monotypisch geslacht van mosdiertjes uit de  familie van de Foveolariidae en de orde Cheilostomatida. De wetenschappelijke naam van het geslacht werd in 2005 voor het eerst geldig gepubliceerd door Judith E. Winston.

## Soort
- Amplexicamera cereus (Pourtalès, 1867)